# Александрийская (Ставропольский край)
Александри́йская — станица в Георгиевском городском округе Ставропольского края Российской Федерации.

## География
Расположена в 14 км к северо-западу от центра Георгиевска на левом берегу Кумы, между железной дорогой Минеральные Воды — Георгиевск (станция Виноградная) и автотрассой Минеральные Воды — Будённовск. Станица вытянута на 7 км по долине Кумы, застроено около 1100 га, имеет полуквартальную и периметральную квартальную застройку.

## История
Основана предположительно в 1783 или в 1784 году:180. Название станица получила в честь Александра Невского.
Согласно «Ведомости казённых и партикулярных сёл, слобод и деревень в Кавказской губернии» за 18 декабря 1789 года слобода Александрия входила в Георгиевский уезд.
Станица с 1831 года.
- Статья из ЭСБЕ (конец XIX века)[6]:

Александрийская — станица Терской области, Пятигорского отдела, в 88 вер. от Пятигорска и в 17 вер. от жел. дор. Жителей 4 744, русские, православные. 2 церкви, 3 школы земская почтовая станция; 16 торгово-промышленных заведений.
16-18 октября 1837 Николай I инспектировал территорию нынешнего Ставрополья. Путь его лежал через города Пятигорск и Георгиевск, станицу Александрийскую, села Сухая Падина, Александровское, Калиновское, Сергиевское, хутор Базовый, село Старомарьевское, город Ставрополь, села Верхнерусское, Московское, Донское, Безопасное, Преградное и Медвеженское (ныне Красногвардейское).
В 1929 году в станице образованы колхозы: им. Ленина (в 1951 году объединился с колхозом им. Будённого), им. Калинина (в 1951 году влился в укрупнённый колхоз им. Ленина), им. Будённого (в 1951 году влился в укрупнённый колхоз им. Молотова) и др. В 1930 году создана Александрийская машинно-тракторная станция (просуществовала до 1958 года), имевшая 17 тракторных бригад и обслуживавшая 9 колхозов.
С 1935 года Александрийская — центр вновь образованного Александрийско-Обиленского района.
11 января 1943 года Александрийская освобождена от немецких войск.
После упразднения в 1953 году Александрийско-Обиленского района станица включена в Георгиевский район.
В 2008 году утверждены официальные символы Александрийского сельсовета — герб и флаг.
В июне 2016 года станица была подтоплена из-за ливней.
До 2017 года станица была административным центром упразднённого Александрийского сельсовета.

## Население
| 1784  | 1789    | 1795    | 1829    | 1844    | 1856    | 1858  | 1861  | 1870  |
| ----- | ------- | ------- | ------- | ------- | ------- | ----- | ----- | ----- |
| 790   | ↗1383   | ↘1334   | ↗1695   | ↗2371   | ↗3007   | ↗3016 | ↘2087 | ↗2560 |
| 1882  | 1890    | 1911    | 1914    | 1925    | 1926    | 1939  | 1959  | 1979  |
| ↗3211 | ↗3418   | ↗6013   | ↗6848   | ↘5587   | ↗7289   | ↘6759 | ↗6784 | ↘6345 |
| 1989  | 2002    | 2010    | 2014    | 2021    | 2023    |       |       |       |
| ↗7201 | ↗10 098 | ↗11 761 | ↘11 700 | ↘10 525 | ↘10 500 |       |       |       |

Гендерный состав
По итогам переписи населения 2010 года проживали 6555 мужчин (55,74 %) и 5206 женщин (44,26 %).
Национальный состав
По данным переписи 2002 года, в национальной структуре населения преобладают русские (81 %).
По итогам переписи населения 2010 года проживали следующие национальности (национальности менее 1 %, см. в сноске к строке "Другие"):
| Национальность | Численность | Процент |
| -------------- | ----------- | ------- |
| Русские        | 9651        | 82,06   |
| Армяне         | 1109        | 9,43    |
| Цыгане         | 212         | 1,80    |
| Корейцы        | 123         | 1,05    |
| Другие         | 666         | 5,66    |
| Итого          | 11 761      | 100,00  |

## Инфраструктура
- Дом культуры
- Библиотека № 10 имени Г. М. Брянцева. Открыта 25 сентября 1910 года[34]
- Участковая больница
- Исправительная колония № 4
- Учебный центр Управления Федеральной службы исполнения наказаний. Действовал до 2016 года[35]
- Профессиональное училище № 202 Федеральной службы исполнения наказаний

## Образование
- Детский сад № 3 «АБВГДейка»
- Детский сад № 15 «Светлячок». Открыт 25 декабря 1973 года[36]
- Детский сад № 16 «Одуванчик»
- Средняя общеобразовательная школа № 24 имени И. И. Вехова
- Специальная (коррекционная) общеобразовательная школа-интернат № 7. Открыта 1.10.1956 года как вспомогательная школа-интернат[37]
- Вечерняя (сменная) общеобразовательная школа № 2

## Экономика
- Предприятие «Александрийское»
- Хлебоприемное предприятие
- Колхоз «Александрийский»
- Предприятие «Агротехсервис»
- Винзавод «Кардинал»

## Памятники
- Братская могила воинов, погибших в годы гражданской войны за власть советов. 1918—1920, 1946 года[38]
- Братская могила партизанам, погибшим в борьбе за советскую власть в годы гражданской войны. 1928 год[39]
- Братская могила советских воинов, погибших в годы Великой Отечественной войны. 1942—1943, 1974 года[40]
- Братская могила воинов советской армии, погибшим в боях, в период ВОВ. 1946 год[41]
- Памятник В. И. Ленину. 1974 год[42]

## Кладбища
В 50 м от переулка Кумского расположено открытое кладбище площадью 15 000 м², в 30 м от переулка Комсомольского — открытое кладбище площадью 20 000 м². В административных границах Александровского сельсовета, в 0,236 км от северной окраины станицы Александрийской находится новое кладбище площадью 34 818 м².